# Lestes simulatrix
Lestes simulatrix är en trollsländeart som beskrevs av Robert McLachlan 1895.
Lestes simulatrix ingår i släktet Lestes och familjen glansflicksländor. Inga underarter finns listade i Catalogue of Life.